# Claudio Girola
Claudio Girola Iommi (Rosario, 1923-Viña del Mar, 1994) fue un artista plástico argentinochileno, conocido principalmente por sus esculturas, varias de las cuales se encuentran en colecciones públicas de Argentina y Chile.

## Biografía
Hijo de María Iommi y del escultor milanés Santiago (Giacomo) Girola, nació en Rosario, Argentina, pero a los pocos años su familia se trasladó a la capital, Buenos Aires, donde realizó sus estudios secundarios.
Comenzó su formación artística junto a su hermano menor Enio Iommi, en el taller de su padre que era escultor cincelador. Más tarde, estudió dibujo con Fornells y, en 1939; cursó la Escuela Preparatoria de Bellas Artes Manuel Belgrano y la Academia Nacional de Bellas Artes donde fue discípulo de Antonio Sibellino. Firmó en 1942, con otros tres compañeros, el denominado Manifiesto de cuatro jóvenes (Jorge Brito, Girola, Alfredo Hlito y Tomás Maldonado), en el que declararon su disconformidad con la instrucción que la institución brindaba, posicionándose en contra del diseño curricular que se les estaba ofreciendo. Posteriormente abandonó sus estudios.
En 1946 presentó su primera exposición como integrante del grupo Arte Concreto junto a Hlito y Maldonado. Tres años más tarde viajó a Europa, residió en París y Milán donde expuso y perfeccionó sus conocimientos con el artista Georges Vantongerloo. A su regreso a Buenos Aires expuso obras abstractas junto al grupo Artistas Modernos de Argentina.
En 1952 se radicó en Chile, país donde produjo la mayor parte de su obra artística y en el que fue profesor en la Escuela de Arquitectura de la Universidad Católica de Valparaíso.
Fue galardonado en 1963 con el primer premio Braque, otorgado por el gobierno de Francia a través de su embajada en Argentina; sus obras participaron en varias exposiciones nacionales e internacionales.
Falleció en octubre de 1994 y fue sepultado en el cementerio de la Ciudad Abierta de Ritoque, como lo sería más tarde su tío, el poeta Godofredo Iommi.